# Port Angeles
Port Angeles is een plaats (city) in de Amerikaanse staat Washington, en valt bestuurlijk gezien onder Clallam County.
Port Angeles is de grootste stad op de Olympic Peninsula. De haven van het gebied werd gedoopt tot Puerto de Nuestra Señora de los Ángeles (Haven van Onze-Vrouw van de Engelen) door de Spaanse ontdekkingsreiziger Francisco de Eliza in 1791, maar in het midden van de achttiende eeuw werd die naam ingekort en deels verengelst tot zijn huidige schrijfwijze. Port Angeles is de thuisbasis van het Peninsula College en is de geboorteplaats van de bekende speler van American football John Elway. De dichtstbijzijnde luchthaven is de William R. Fairchild International Airport. Er is tevens een ferrydienst over de Straat van Juan de Fuca naar Victoria in de Canadese provincie British Columbia. De U.S. Route 101 is de enige autosnelweg die de stad aandoet.

## Demografie
Bij de volkstelling in 2000 werd het aantal inwoners vastgesteld op 18.397.
In 2006 is het aantal inwoners door het United States Census Bureau geschat op 18.984, een stijging van 587 (3.2%).

## Geografie
Volgens het United States Census Bureau beslaat de plaats een oppervlakte van
163,3 km², waarvan 26,1 km² land en 137,2 km² water. Port Angeles ligt op ongeveer 17 m boven zeeniveau.
Port Angeles is gelegen in de regenschaduw van de centrale bergketen van het Olympic National Park wat impliceert dat de stad veel minder neerslag krijgt dan de andere gebieden in westelijk Washington. De gemiddelde totale jaarneerslag is ongeveer 635 mm in vergelijking met de 965 mm in Seattle. De temperaturen worden sterk beïnvloed door de maritieme ligging. In de winter raken de temperaturen zelden onder -3,9 °C en in de zomer zelden boven 26,7 °C. Wel kan de stad 's winters gevoelig zijn voor windstormen en koude arctische fronten die langs de Straat van Juan de Fuca heen bewegen. Port Angeles ontvangt ongeveer 10,2 cm sneeuw per jaar, maar het zal zelden blijven liggen.
Het Olympic National Park kreeg zijn statuut van president Franklin Delano Roosevelt in 1938. Vanuit het nabijgelegen Hurricane Ridge heeft men een panoramisch uitzicht op de Olympic Mountains en het uitgestrekte gematigde regenwoud.

## Plaatsen in de nabije omgeving
De onderstaande figuur toont nabijgelegen plaatsen in een straal van 28 km rond Port Angeles.